# Vincenzo Incenzo
Vincenzo Incenzo (Roma, 24 gennaio 1965) è un cantautore, scrittore, compositore, paroliere, poeta, regista e autore teatrale italiano.
Ha collaborato con Renato Zero, Armando Trovajoli, Lucio Dalla, PFM, Michele Zarrillo, Sergio Endrigo, Ron, Antonello Venditti, Patty Pravo, Ornella Vanoni, Massimo Di Cataldo, Massimo Ranieri, Franco Califano, Tosca, Al Bano, Silvia Mezzanotte e altri, e lanciato artisti come Valentina Giovagnini, Paolo Meneguzzi e Alessandro Safina.
Scrive romanzi e saggi ed è molto attivo nell'ambito teatrale (Romeo e Giulietta - Ama e cambia il mondo, Dracula Opera Rock, Vacanze Romane, Diana & Lady D, Zerovskij, Rosso Napoletano, My fair lady, Ingresso indipendente, Bernadette de Lourdes, Frida). Tra i riconoscimenti ha vinto tre volte il Premio Lunezia, il Premio SIAE e il Premio Giffoni FIlm Festival.

## Biografia

### Gli esordi e il debutto come cantautore
Nato in una famiglia di musicisti, fin da giovanissimo si è dedicato allo studio del pianoforte ottenendo la licenza solfeggio al Conservatorio di Santa Cecilia di Roma, per poi laurearsi al DAMS di Bologna. Ha esordito come cantautore suonando le sue canzoni al Folkstudio di Roma, aprendo i concerti di Francesco De Gregori e Francesco Guccini, e incidendo per ii Folkstudio il suo primo brano, dal titolo Vienna e la nave e inserito come lato B nel 45 giri Stanze polverose/Vienna e la nave, realizzato per promuovere il locale dalla omonima casa discografica.

### Le prime collaborazioni: Tosca, Zarrillo, Lucio Dalla
Dopo aver approfondito la sua esperienza nel campo musicale girovagando per diverse località europee, inizia la sua attività di autore per altri artisti. Tra i primi spiccano Tosca, per la quale scrive diversi brani dei due primi album, Riccardo Fogli, Giovanni Imparato, e Fandango. 
Inizia poi uno stretto sodalizio artistico con Michele Zarrillo con molti album (di cui L'amore vuole amore supererà le 600 000 copie) e molte partecipazioni al Festival di Sanremo con i brani Strade di Roma (1992), Cinque giorni (1994), L'elefante e la farfalla (1996), L'acrobata (2001), Gli angeli (2002) e L'alfabeto degli amanti (2006).
Nel 1993 l'incontro con Lucio Dalla; scrive con lui e Laurex il brano Rispondimi, inserito nell'album Henna.
Nel 1995 è in gara al Festival di Sanremo con due brani: Un altro amore no, per Lorella Cuccarini nella categoria "Campioni", e Che sarà di me, per Massimo Di Cataldo, secondo nella categoria "Nuove proposte", scrivendo i testi dei rispettivi album. Con Di Cataldo la collaborazione proseguirà anche in altri dischi.
Ha curato l'esordio discografico di Paolo Meneguzzi scrivendo prima per il mercato dell'America Latina e poi per quello italiano. Nel 1997 Massimo Ranieri interpreta il brano Gli assolati vetri, scritto insieme a Michele Zarrillo.
Inizia poi la collaborazione con la Premiata Forneria Marconi con l'album Ulisse.
Nel 1998 scrive per Patty Pravo e Bracco Di Graci.
Contemporaneamente nasce il rapporto artistico, ormai ventennale, con Renato Zero con il primo brano, L'impossibile vivere, tratto dall'album Amore dopo amore, che supera il milione di copie; la collaborazione come autore per Renato Zero prosegue negli anni dopo gli album La curva dell'angelo, Cattura, Il dono, Presente, Amo - Capitolo I, Amo - Capitolo II, Alt, Zerovskij, Zero il folle, Zerosettanta.
Nel 1999 collabora con Paolo Vallesi all'album Sabato, 17.45, e con i Neri per Caso per l'album Angelo blu.

### Le nuove collaborazioni con Zero, PFM, Endrigo, Venditti
Torna come autore al Festival di Sanremo nel 2002 dove oltre a Gli angeli interpretata da Zarrillo, cura l'esordio di Valentina Giovagnini con il brano Il passo silenzioso della neve seconda nella categoria "Giovani". Per la Giovagnini scrive l'album Creatura nuda (il cui brano omonimo entra nel serial Beautiful), e l'album postumo L'amore non ha fine.
Nel 2003, scrive per Alessandro Safina. Inizia poi la collaborazione con Sergio Endrigo, per cui scrive la musica dell'ultima canzone da lui cantata, Altre emozioni e altri inediti rimasti nel cassetto.
Scrive poi per Antonello Venditti il brano Con che cuore, incluso nell'album Che fantastica storia è la vita. Il brano diventa colonna sonora del film campione d'incassi Il paradiso all'improvviso di Leonardo Pieraccioni.
Nel 2004 collabora insieme a Renato Zero con Daniele Groff, mentre l'anno seguente è di nuovo al lavoro con la Premiata Forneria Marconi. Con la band storica scrive Dracula Opera Rock, musical prodotto da David Zard.
Nel 2006 Laura Pausini interpreta la canzone Cinque giorni (Incenzo-Zarrillo), inserendola nell'album Io canto.
Nello stesso anno cura l'esordio discografico come solista di Silvia Mezzanotte con l'album Il viaggio,
L'anno successivo, torna a scrivere con Renato Zero per il Festival di Sanremo il brano interpretato da Al Bano Nel perdono, classificatosi al secondo posto e, nella categoria "Giovani", il brano La vita subito, interpretato da Jasmine. Con Zero scrive anche per Ornella Vanoni il brano La vita che mi merito, contenuto nell'album Una bellissima ragazza.
Nell 2008 collabora con Bungaro per l'esordiente Roberta Bonanno ad Amici, con il brano L'ultima bugia; lavora ancora alle canzoni di Silvia Mezzanotte, in Lunatica, e scrive poi il brano Era stupendo per Paolo Meneguzzi, con il quale il cantante ha rappresentato la Svizzera all'Eurofestival 2008.
Nel 2009, cura le musiche del film tv Non smettere di sognare per Mediaset; nel 2011 prosegue quest'attività curando la colonna sonora dell'omonima fiction. Sempre nel 2009 cura il debutto artistico dei Bunarma, scrivendo le canzoni del loro eponimo disco d'esordio.
Nel 2011 cura con Pasquale Panella i testi dell'album di Sal Da Vinci È così che gira il mondo.
Nel 2012 cura tutti i testi dell'album musical Romeo & Giulietta, ama e cambia il mondo.
Mentre continua la collaborazione con Zero, nel 2015 è coautore con Papa Francesco nel 2015 La madre.
Tra il 2016 e il 2017 è autore negli album di Red Canzian e Christian De Sica.
Nel 2021 è autore con il brano La filastrocca delle vocali, in gara allo Zecchino d'oro e l'anno successivo è presente come autore nell'album di Sheil Shapiro Quasi una leggenda.
Nel 2024 pubblica un nuovo album postumo di Valentina Giovagnini, Respiro, inserito nella trilogia Creatura Nuda
La sua attività gli vale i premi più importanti nell'ambito della scrittura delle canzoni, tra i quali, il Premio SIAE e tre volte il Premio Lunezia.

### Il Teatro, i musical, le regie, i libri e la mostra su Renato Zero
Intensa è la sua produzione teatrale negli ultimi anni. Nel 2003 collabora alla pièce Lennon & John, di Giancarlo Lucariello / Speranza, scrivendo il brano guida con Maurizio Fabrizio.
Negli anni successivi scrive le canzoni di Tango delle ore piccole di Puig, (con protagonisti Tosca e Massimo Venturiello), Menopause the Musical di J. Linders (con protagoniste Marisa Laurito e Fioretta Mari) e Squali di A.L. Recchi.
Nel 2006 è autore del libretto e delle liriche della megaproduzione di David Zard Dracula Opera Rock su musiche della Premiata Forneria Marconi.
Nel 2010 scrive con Rosario di Bella le musiche di Cassandra e il re di Giuseppe Arghirò, con cui tornerà a collaborare per Tieste nel 2021.
Dal 2012 scrive per Serena Autieri con gli spettacoli Recital Sinfonico e La Sciantosa presentato nel 2013 al Festival dei due Mondi, e scrive la versione italiana delle canzoni di Cole Porter di Vacanze romane. Questa sua versione viene riconosciuta come quella ufficiale italiana dalla Cole Porter Society.
Del 2013 è il musical evento Romeo & Giulietta, ama e cambia il mondo prodotto da David Zard, di cui scrive la versione italiana sulle musiche di Gerard Presgurvic.
Nel 2016 cura la sua prima regia per la commedia di Maurizio De Giovanni Ingresso indipendente, dove è autore anche delle musiche, e scrive due canzoni per il musical di Alessandro Siani Il principe abusivo, con Alessandro Siani e Christian De Sica. Scrive anche con Giampietro Felisatti il brano internazionale Madre, di cui parte del testo è di Papa Francesco. Il brano viene cantato dalla star messicana Mijares.
Il 2017 è l'anno del debutto di Diana & Lady D, con Serena Autieri, di cui è autore e regista con un team d'eccezione: il Premio Oscar Gianni Quaranta alle scene, A.J. Weissbard alle luci, Bill Goodson alle coreografie, e musicisti internazionali, da Miller a Bissonette a Cohen.
Cura poi la regia di Santo Piacere, di Giovanni Scifoni, spettacolo vincitore del Festival "Teatri del Sacro".
Nello stesso anno scrive con Renato Zero il libretto dell'opera sinfonica Zerovskij, solo per amore, di cui è anche coregista, per un tour nelle grandi arene italiane.
Inoltre scrive e dirige il musical Rosso Napoletano, quattro giornate d'amore, ispirato alle quattro giornate di Napoli, con Serena Autieri, Benedetto Casillo, Maria del Monte e tanti attori ballerini napoletani, a seguito di un'operazione artistica e sociale che ha coinvolto tutta la Campania.
Nel 2018 esce al cinema Zerovskij, versione per le sale del live dell'Arena di Verona. Nello stesso anno scrive con Ron e dirige il concerto evento Lucio!, dedicato a Lucio Dalla.
È autore anche di una canzone che ha partecipato alla 64ª edizione dello Zecchino d'Oro (dicembre 2021), La filastrocca delle vocali.
Dal 2014 è direttore artistico della Mostra Zero, che Incenzo struttura operando un multimediale collegamento creativo e documentato con la storia italiana degli ultimi quarant'anni.
Parallelamente in questi anni scrive saggi di rilievo su Dante (La partitura infernale, eventi sonori nelle bolge dantesche, Fonopoli, 2003), l'Africa (Il sorriso d'avorio d'una ragazza d'ebano, LietoColle, 2004), la canzone italiana (La canzone in cui viviamo,101 viaggi nella scrittura cantata italiana, No Reply, 2011) e Valentina Giovagnini, artista scomparsa prematuramente (Valentina Giovagnini. Tra vita e sogno, Zona, 2012). Del 2011 è la silloge di poesie Cinema mundi (LietoColle) e del 2014 il suo primo romanzo, #Romeo&Giulietta nel duemilaniente (No Reply). Dello stesso anno è il volume Zero, con gli argomenti della mostra dedicata a Renato Zero. Nel 2023 pubblica ZERO70, La nostra storia (Tattica), una biografia romanzata su Renato Zero. I libri ricevono numerose onorificenze in più contesti, tra i quali la Medaglia d'argento della Camera dei Deputati, il Premio Internazionale Alfonso Gatto e il Premio Giffoni Film Festival.
Nel 2023 va in scena nel suo adattamento in italiano, My fair lady, con Serena Autieri, per la regia di AJ Weissbard.
Nel 2024 è autore dell'analisi letteraria dell'intera collana di vinili Mille e Uno Zero di Renato Zero e cura i testi dei concerti evento "Autoritratto".
Nel 2025 debutta nella sua versione il musical evento francese Bernadette de Lourdes.

### Cantautore
Ottobre 2018 segna l'uscita di Credo il suo primo album come cantautore, anticipato dal singolo Je Suis. L'album è prodotto da Renato Zero e vanta collaborazioni prestigiose. A distanza di pochi mese esce per l'America Latina la versione in lingua spagnola. Il brano Il primo giorno dell'estate diventa colonna sonora del film Ho sposato mia madre di Domenico Costanzo e del docufilm Luce oltre il silenzio, di Giuseppe Racioppi.
Nel 2020 esce l'album Ego, anticipato dai singoli Un'altra Italia e Allons enfants!. L'album si caratterizza per il forte connotato sociale e politico e per i video visionari realizzati con tecniche innovative.
Nel 2022 esce l'album Zoo, anticipato dai singoli Pornocrazia, e Ciao Repubblica, in cui si fanno ancora più acuti l'impegno civile e la ricerca musicale. L'album è stato promosso nello ZOOLIVETOUR, con il quale Incenzo ha girato l'Italia con uno spettacolo solo piano e nel voce.
Nel 2023 i concerti diventano un album live acustico, introdotto dal singolo che dà il titolo all'album Comizi d'amore.
Nel 2024 esce l'album #PACE. Il singolo Ti perdi vince il Premio Lunezia per il valore musical letterario.

### Il Tour in America Latina
Nell'estate 2019 è invitato a Pasto Narino, in Colombia per rappresentare l'Italia al Carnevale del Folclore nel Mondo. Apre il concerto della star argentina Fito Paez e da lì una serie di date che lo portano a Ibaguè (Incoronaciòn del Reinado del Folclor), Baranquilla, Cartagena, Bogotà, Cali, Ladrilleros.

## Attività extramusicali
Oltre alla professione di autore e scrittore e regista, Incenzo si dedica alla pittura.

## Discografia

### Album
2024
- Vincenzo Incenzo, #PACE

- Valentina Giovagnini, LA MIA NATURA

2023
- Vincenzo Incenzo, COMIZI D'AMORE, Sergio Endrigo ALTRE EMOZIONI VERRANNO

2022
- Vincenzo Incenzo, ZOO, Shel Shapiro, QUASI UNA LEGGENDA, Ilaria Argiolas MI HANNO CHIAMATO ILARIA

2021
- Piccolo Coro dell'Antoniano, ZECCHINO D'ORO 2021

2020
- Vincenzo Incenzo EGO, Vincenzo Incenzo ALLONS ENFANTS! (ep), Renato Zero ZERO70 vol. 3

#### 2019
- Vincenzo Incenzo CREDO SPANISH VERSION, Renato Zero ZERO IL FOLLE

2018
- Vincenzo Incenzo CREDO, Renato Zero ALT IN TOUR, Renato Zero ZEROVSKIJ LIVE, Red Canzian TESTIMONE DEL TEMPO

2017
- Renato Zero ZEROVSKIJ, Arianna Antinori HOSTERIA COHEN, Christian De Sica MERRY CHRISTIAN

2016
- Renato Zero ARENA', Renato Zero ALT, Sal da Vinci NON SI FANNO PRIGIONIERI, Interpreti vari ONCE UPON A TIME IN NAPOLI,
- Interpreti vari LA FAMILIA, vox y piensamentos del Papa Francesco

2015
- Renato Zero AMO II, ROMEO E GIULIETTA, AMA E CAMBIA IL MONDO (CD e DVD)

2014
- Renato Zero AMO I, Sonohra IL VIAGGIO

2013
- Interpreti vari, ROMEO E GIULIETTA, AMA E CAMBIA IL MONDO

2012
- Lucio Dalla QUI DOVE IL MARE LUCCICA, Carlo Alberto CONTROVENTO, Bunarma RICHIAMU, Mattia de Luca RIVERDE,
- Sal da VInci È COSI' CHE GIRA IL MONDO

2011
- Renato Zero SEI ZERO, Michele Zarrillo LE MIE CANZONI, Non smettere di sognare FICTION TV, Paolo Meneguzzi BEST OF

2010
- Renato Zero ZERONOVE TOUR

2009
- Renato Zero PRESENTE, Antonello Venditti LE DONNE, Michele Zarrillo LIVE ROMA, Valentina Giovagnini L'AMORE NON HA FINE,
- Nadia Natali, DONNA A META'

2008
- Michele Zarrillo NEL TEMPO E NELL'AMORE, Amici TI BRUCIA, Jacopo Troiani HO BISOGNO...,Massimo Ranieri GOLD EDITION,
- Paolo Meneguzzi CORRO VIA, Roberta Bonanno NON HO PIU' PAURA, Silvia Mezzanotte LUNATICA

2007
- Laura Pausini SAN SIRO 2007, PFM 35 E UN MINUTO, Renato Zero MPZERO TOUR, Sergio Endrigo CIAO POETA,
- Ornella Vanoni UNA BELLISSIMA RAGAZZA, Albano CERCAMI NEL CUORE DELLA GENTE, Jasmine SALUTAMI JASMINE,
- Paolo Meneguzzi MUSICA LIVE TOUR, Paolo Meneguzzi MUSICA

2006
- Laura Pausini IO CANTO, PFM DRACULA OPERA ROCK, Michele Zarrillo L'ALFABETO DEGLI AMANTI,
- Massimo Di Cataldo I CONSIGLI DEL CUORE, Silvia Mezzanotte IL VIAGGIO

2005
- Renato Zero IL DONO, Franco Califano NON ESCLUDO IL RITORNO, PFM DRACULA, Massimo Di Cataldo SULLA MIA STRADA

2004
- Renato Zero FIGLI DEL SOGNO, Sergio Endrigo CJANTANT ENDRIGO, Daniele Groff MI ACCORDO

2003
- Renato Zero CATTURA, Antonello Venditti CHE FANTASTICA STORIA È LA VITA, Sergio Endrigo ALTRE EMOZIONI,
- Alessandro Safina MUSICA DI TE, Michele Zarrillo LIBEROSENTIRE, Paolo Vallesi BEST OF, Valentina Giovagnini NON PIANGO PIU'

2002
- Michele Zarrillo LE OCCASIONI DELL'AMORE, Valentina Giovagnini CREATURA NUDA, Space One IL CANTASTORIE,
- Dennis DENNIS, Lorenzo Ballarin MI SONO INNAMORATO

2001
- Renato Zero LA CURVA DELL'ANGELO, Amanda Miguel CINCO DIAS, Michele Zarrillo IL VINCITORE NON C'È
- Massimo Di Cataldo IL MIO TEMPO

2000
- Renato Zero I MIEI NUMERI, Neri per caso ANGELO BLU,

1999
- Renato Zero AMORE DOPO AMORE TOUR DOPO TOUR, Patty Pravo PATTY LIVE 99, Paolo Vallesi SABATO :17.45,

1998
- Renato Zero AMORE DOPO AMORE, Patty Pravo NOTTI GUAI E LIBERTA', Vincenzo Incenzo IL CANTO DELLA VITA,
- Bracco di Graci LO SPECCHIO

1997
- Michele Zarrillo L'AMORE VUOLE AMORE, PFM ULISSE, Massimo Ranieri CANZONI IN CORSO,
- Tosca INCONTRI E PASSAGGI, Fiorello I MIEI AMICI CANTAUTORI, Paolo Meneguzzi PAOLO

1996
- Michele Zarrillo L'ELEFANTE E LA FARFALLA, Massimo Di Cataldo ANIME, Paolo Meneguzzi POR AMOR,
- Rossella Marcone UNA VITA MIGLIORE

1995
- Massimo Di Cataldo SIAMO NATI LIBERI, Lorella Cuccarini VOGLIA DI FARE, Giovanni Imparato SENSI

1994
- Michele Zarrillo COME UOMO TRA GLI UOMINI

1993
- Lucio Dalla HENNA, Tosca ATTRICE, Giovanni Imparato YORUBA,

1992
- Michele Zarrillo ADESSO

1991
- Tosca TOSCA, Riccardo Fogli A META' DEL VIAGGIO, Fandango FANDANGO

1986
- Vincenzo Incenzo VIENNA E LA NAVE

## Partecipazioni come autore al Festival di Sanremo
- Festival di Sanremo 1992 con Strade di Roma, interpretata da Michele Zarrillo - Categoria Campioni (11º posto)
- Festival di Sanremo 1994 con Cinque giorni, interpretata da Michele Zarrillo - Categoria Campioni (5º posto)
- Festival di Sanremo 1995 con Un altro amore no, interpretata da Lorella Cuccarini - Categoria Campioni (10º posto) e con Che sarà di me, interpretata da Massimo Di Cataldo - Categoria Nuove Proposte (2º posto)
- Festival di Sanremo 1996 con L'elefante e la farfalla, interpretata da Michele Zarrillo - Categoria Campioni (11º posto)
- Festival di Sanremo 2001 con L'acrobata, interpretata da Michele Zarrillo - Categoria Campioni (4º posto)
- Festival di Sanremo 2002 con Gli angeli, interpretata da Michele Zarrillo - Categoria Campioni (11º posto) e con Il passo silenzioso della neve, interpretata da Valentina Giovagnini - Categoria Giovani (2º posto)
- Festival di Sanremo 2006 con L'alfabeto degli amanti, interpretata da Michele Zarrillo (F, 2º posto Categoria Uomini)
- Festival di Sanremo 2007 con Nel perdono, interpretata da Albano - Categoria Campioni (2º posto) e con La vita subito, interpretata da Jasmine - Categoria Giovani (Finalista)

## Premi e riconoscimenti
- Starfestival Internazionale di Montecarlo con il brano Il canto della vita (1998)
- XVI International Cesme Festival of Pop Music con il brano Il canto della vita (1998)
- Premio Lunezia - Autori emergenti (1998)
- Premio Cantaestate (1998)
- Premio Settimana della Musica (1999)
- Premio FestivalLago (2002)
- Premio Nazionale "Liolà" (2003)
- Premio Letterario Internazionale Anguillara Città dell'Arte (2003)
- Diploma Honoris Causa dell'I.S.L.A.S. (2003)
- Premio Speciale SIAE Autori (2003)
- Premio Lunezia - Antologia (2005)
- Medaglia d'argento dalla Camera dei Deputati per l'attività d'autore (2009)
- Prermio Internazionale Antonio de Curtis - Totò (2009)
- Premio Internazionale di Poesia Alfonso Gatto (2011)
- Premio Internazionale di Poesia Città di Sassari (2011)
- Premio Sicilia alla carriera (2012)
- Premio Giffoni Film Festival (2012)
- Premio Poggio Bustone dedicato a Lucio Battisti (2013)
- Premio Salvatore Pollicino (2014)
- Premio La Vela dell'Arte (2015)
- Premio Internazionale alla carriera Norman Academy (2018)
- Premio alla carriera Bucarest in Music (2019)
- Premio migliore colonna sonora Festival Internazionale del Cinema Castelli Romani (2019)
- Premio Roma Videoclip per il video di "Prima di qualunque amore" (2019)
- Premio Lunezia al valore musical letterario per il brano Ti perdi (2024)

## Libri
- La partitura infernale, eventi sonori nelle bolge dantesche (Fonopoli, 2003)
- Il sorriso d'avorio di una ragazza d'ebano (LietoColle, 2004)
- Cinema mundi (LietoColle, 2011)
- La canzone in cui viviamo* (No Reply, 2011)
- Valentina Giovagnini - Tra Vita e Sogno* (Zona, 2012)
- #Romeo&Giulietta nel Duemilaniente (No Reply, 2014)
- ZERO, libro/catalogo della mostra dedicata a Renato Zero (Tattica 2014)
- Zero70, la nostra storia (Tattica 2022)
- Mille e uno Zero, collezione fascicoli allegati a vinili di Renato Zero

## Teatro
- Lennon & John, 2003
- Tango delle ore piccole, 2004
- Menopause, 2006
- Squali, 2006
- Dracula Opera Rock, 2006
- Cassandra e il Re, 2010
- Serena Autieri, recital sinfonico, 2012
- La Sciantosa, 2013
- Romeo & Giulietta, ama e cambia il mondo, 2013
- Vacanze romane, 2015
- Diva, 2015
- Il Principe abusivo, 2016
- Ingresso indipendente, 2016
- Diana & Lady D, 2017
- Santo piacere, 2017
- Zerovskij, 2017
- Rosso Napoletano, 2017
- Lucio!, 2018
- ShakeFools, 2019
- Tieste, 2021
- My fair lady, 2023
- Bernadette de Lourdes 2025
- Frida Opera Musical, 2025